# Oswald Hope Robertson
Oswald Hope Robertson (2 juin 1886 - 23 mars 1966) est un scientifique médical d'origine anglaise qui est le pionnier de l'idée des banques de sang dans les «dépôts de sang» qu'il a créés en 1917 pendant son service en France avec l'US Army Medical Corps.

## Biographie
Robertson est né le 2 juin 1886 à Woolwich dans le sud-est de Londres, mais à l'âge d'un an et demi, il émigre avec ses parents en Californie et s'installe dans la vallée de San Joaquin. Il fréquente les écoles locales de Dinuba, puis est diplômé du lycée polytechnique de San Francisco.
Son projet initial d'étudier la biologie fondamentale est modifié par une rencontre avec un étudiant en médecine américain alors qu'il est en vacances en Allemagne. Après avoir suivi quelques cours d'anatomie, il décide d'étudier la médecine et est admis à l'Université de Californie en 1906. Il étudie ensuite à la Harvard Medical School, au Massachusetts General Hospital et au Rockefeller Institute for Medical Research, mais doit écourter ses études pendant la Première Guerre mondiale lorsqu'il est appelé à rejoindre des équipes médicales en France. Il y expérimente la préservation des cellules sanguines humaines pour les utiliser dans les transfusions sanguines et est reconnu comme l'inventeur de la banque de sang.
Après la Première Guerre mondiale, il accepte un poste de professeur associé au Peking Union Medical College à Pékin, en Chine. Il devient professeur titulaire à l'institution en 1923. En 1927, il retourne aux États-Unis et accepte le poste de chef du département de médecine de l'Université de Chicago.
Il reste à Chicago jusqu'à sa retraite au statut émérite en 1951. Après sa retraite, Robertson déménage en Californie. Il meurt à Santa Cruz le 23 mars 1966.